# Bruno Madinier
Bruno Madinier (Parigi, 10 maggio 1960) è un attore francese.
Ha raggiunto la notorietà con le serie televisive Il commissario Cordier e Dolmen (2005).
Ha partecipato al film per la TV "I delitti delle saline".

## Biografia

### Infanzia e formazione
Nato da padre banchiere 
in una famiglia di sei figli, è originario di Lione da parte del padre e parigino da parte della madre. Bruno Madinier ha iniziato a recitare all'età di 11 anni al college. Si diploma al Conservatoire national supérieur de musique et de danse de Paris (CNSMDP)
Quando è all'ultimo anno di liceo, aveva già iniziato a recitare. Ha fondato una compagnia teatrale con un gruppo di amici. Questi si sono esibiti in vari festival, quasi in tutta la Francia. Ha anche continuato i suoi studi superiori presso l'HEC Paris, laureandosi due anni dopo. Il suo unico sogno era quello di diventare un attore affermato e durante i suoi studi all'HEC Paris si iscrive al Conservatorio regionale di Versailles, dove impara i trucchi della recitazione. Supera un esame di arti drammatiche. Al conservatorio seguirà le orme di attori famosi come Jean-Hugues Anglade, Christopher Lambert e Robin Renucci.

### Vita privata
È sposato con Camille Jean-Robert. I due si sono uniti in matrimonio un anno dopo la nascita del figlio maggiore Arthur. Il nome del secondo figlio è Louis.